# FileMaker
FileMaker Pro — кроссплатформенное приложение для разработки реляционных баз данных FileMaker Inc., ранее Claris (Кларис), дочерней компании Apple Inc. Приложение объединяет ядро базы данных с графическим пользовательским интерфейсом (GUI) и функциями безопасности, что позволяет пользователям изменять базу данных с помощью перетаскивания новых элементов в макеты, экраны или формы. Текущие версии: FileMaker Pro 19, FileMaker Server 19 и FileMaker Go 19 для iPhone и IPad.
Программа FileMaker разрабатывалась как приложение DOS, но затем была преобразована, в первую очередь, для Apple Macintosh и выпущена в апреле 1985 года. С 1992 года ведется разработка для Microsoft Windows и Mac OS, и с этого периода стала кроссплатформенным решением. Существовала версия сервера FileMaker под Linux, но начиная с версии FileMaker 7 по настоящее время работает только на серверах Windows или macOS. Клиентская версия для iOS устройств была выпущена в июле 2010 года.

## Продукты FileMaker
FileMaker Inc. производит несколько приложений баз данных под общим названием FileMaker, различающихся между собой принципами работы: серверное приложение и клиентское приложение. 20 июля 2010 года, компания выпустила FileMaker Go, которая обеспечивает доступ с помощью iPad и iPhone к базам данных, созданных с помощью FileMaker Pro.

### Продукты FileMaker
- FileMaker Pro
- FileMaker Pro Advanced
- FileMaker Server
- FileMaker Go

Более подробно о приложениях FileMaker, версиях и их отличиях можно прочитать на сайте компании-разработчика FileMaker Inc.

## История создания
Разработка FileMaker была начата как программа MS-DOS под названием Nutshell, и разрабатывалась с начала 1980-х компанией Nashoba Systems of Concord, Massachusetts. Поставку Nutshell на рынок осуществлял Leading Edge, продавец электроники, немногим ранее начавший продажи IBM PC совместимых компьютеров.
С появлением Macintosh, Nashoba объединила ядро базы данных с пользовательским интерфейсом, основанным на формах. Leading Edge не была заинтересована в новых версиях, предпочитая оставаться поставщиком DOS-приложения, за которым сохранилось имя Nutshell. Nashoba нашла другого дистрибьютора, Forethought Inc., и представила программу для платформы Macintosh под именем FileMaker. Когда Apple в 1986 году представила на рынке Macintosh Plus, очередная версия FileMaker была соответственно названа FileMaker Plus.
Forethought Inc. был куплена компанией Microsoft, которая вслед за тем презентовала свой продукт PowerPoint, ставший частью Microsoft Office. Компания Microsoft анонсировала собственное приложение для создания баз данных, Microsoft File, незадолго до FileMaker, однако это программное обеспечение превосходило FileMaker по цене и Microsoft прекратила его развитие. Microsoft вела переговоры с Nashoba за право опубликовать FileMaker, но Nashoba решили самостоятельно анонсировать выход следующей версии FileMaker 4.
Вскоре после этого компания Apple Computer формирует дочернюю компанию Claris на рынке разработки программного обеспечения. Claris приобрела Nashoba, чтобы завершить формирование своего набора программного обеспечения. К этому времени Leading Edge утратила свои позиции на рынке программного обеспечения из-за конкуренции со стороны других продуктов DOS и более поздних продуктов баз данных для Windows-платформы. FileMaker, однако, по-прежнему продолжил преуспевать на платформе Macintosh.
Claris изменила название продукта на FileMaker II, чтобы его название соответствовало схеме для других продуктов, таких как MacWrite II, но сам продукт не изменился с последней версией Nashoba. Последовали несколько версий с незначительными изменениям и в итоге была выпущена FileMaker Pro 1.0 в 1990 году.
В сентябре 1992 года, Claris выпускает мультиплатформенную версию как для Mac так и для Windows: за исключением нескольких специализированных функций для конкретных платформ, возможности программы и пользовательский интерфейс были одинаковыми. До этого момента FileMaker не имел реальной реляционной функции; он был ограничен автоматическим поиском и импортом значений из других файлов. Это позволяло только сохранить состояние-фильтр, сортировку и макет для данных. Только в версии 3.0, выпущенной примерно в 1995 году, были введены новые возможности для построения реляций и сценариев.
К 1995 году FileMaker являлся достаточно сильно продаваемым продуктом в линейке Claris. В 1998 году Apple переместил развитие некоторых других продуктов Claris в головную компанию, закрыл большинство остальных и изменил имя Claris на FileMaker, Inc., чтобы сосредоточиться на развитии этого продукта.

## Основные версии FileMaker и обновления
Версия 4.0, выпущена в 1997 году, в ней добавлена архитектура подключаемых модулей (Plug-in), во многом похожая на Adobe Photoshop, который позволил сторонним разработчикам добавлять функции, для расширения возможностей FileMaker. Использование web-составляющей, позволило использовать базы данных в качестве веб-сервера. Кроме этого добавлены функции для интерфейса, добавлена возможность использовать FileMaker в качестве клиента FTP, выполнять внешние файловые операции, а также отправлять сообщения на удаленные файлы FileMaker через Интернет или интранет.
Версия 7, выпущенная в 2004 году, представила новый формат файла (расширение файла) .fp7, поддержку файлов размером до 8 терабайт (увеличение от 2 гигабайт в предыдущих версиях). Отдельные поля могут содержать до 4 гигабайт двоичных данных (полей) или контейнер 2 гигабайт текста Unicode на одну запись (по сравнению с 64 килобайт в предыдущих версиях). Реляционная модель FileMaker обогатилась возможностью хранения нескольких таблиц в одном файле и графическим редактором отношений (реляций), который наглядно отображал структуру базы и позволял производить корректировки связанных таблиц в порядке, который напоминал формат диаграммы сущность-связь. Для сопровождения этих основополагающих изменений FileMaker Inc. также представила программу сертификации разработчиков.
В 2005 году FileMaker Inc. объявила выход FileMaker 8, который предлагал разработчику расширенный набор функций. Он включал: интерфейс с вкладками, сценарии работы с переменными, подсказки, расширенные отладки, пользовательские меню и возможность копировать и вставлять целые таблицы и определения полей, сценарии скриптов внутри и между файлами. Версия 8.5, выпущенная в 2006 году, добавила встроенный веб-просмотр.
Приложение FileMaker 9, вышедшее в свет 10 июля 2007 года, представило ряд новых возможностей: экран быстрого старта, условное форматирование объектов на макете, возможность автоматического изменения размера объектов на форме, гиперссылки в базе данных, а также внешние ссылки SQL. FileMaker 10 был выпущен 5 января 2009 года. За год до этого состоялась конференция Macworld Conference & Expo и предложила использовать сценарии вызванные действиями пользователя (триггеры) и переработанный пользовательский интерфейс, аналогичный интерфейсу приложений Leopard Mac OS X.
FileMaker 11, выпущенный 9 марта 2010 года, вводит использование графиков, которые далее были усовершенствованы в версии FileMaker 12, выпущенной 4 апреля 2012 года. Указанная версия также добавила использование тем, увеличила количество шаблонов баз данных (так называемый стартовые решения) и упрощение создания баз данных iOS. FileMaker Go 11 (20 июля 2010) и FileMaker Go 12 для iPhone и iPad (4 апреля 2012 года) позволяют только создание, изменение и удаление записей с использованием портативных устройств — дизайн и схемы изменения должны быть сделаны с помощью полного FileMaker Pro приложения. FileMaker Go 12 предложил использование многозадачности, улучшенную интеграцию средств массовой информации, экспорта данных в различных форматах и улучшенные полях контейнеров.
FileMaker 13 выпущен и поставляется с декабря 2013 года: клиентские и серверные продукты были расширены для поддержки многих мобильных устройств и значительно улучшены веб-методы доступа к данным. На смену устаревшей технологии IWP (Instant Web Publishing) пришла технология WebDirect для доступа к базам FileMaker через веб-браузер. WebDirect имеет незначительные ограничения по сравнению с доступам к приложениям FileMaker через стандартный клиент FileMaker Pro. Кроме этого, управление FileMaker Server через Server Admin в настоящее время работает через HTML5 и больше не требует специального Java приложения.
Платформа FileMaker 14 выпущена 15 мая 2015 года. Она включает FileMaker Pro 14, FileMaker Pro 14 Advanced, FileMaker Server 14 и FileMaker Go 14.
В новой версии ускорены проектирование и разработка приложений, обеспечен дополнительный контроль над решениями для iPad и iPhone и улучшен доступ к данным из мобильного браузера.
Новая рабочая область скриптов предлагает профессиональным разработчикам дополнительные возможности автоматизации решений FileMaker и ускоряет процесс разработки.
Полностью переработана панель инструментов для FileMaker WebDirect.
Центр запуска(Launch Center) предлагает единообразную среду в Windows и Mac при использовании FileMaker Pro/Pro Advanced, на iPad и iPhone при использовании FileMaker Go и в браузере при использовании FileMaker WebDirect.
Типовые решения (события и проекты) полностью переработаны и представлены в новом стиле с упрощенным рабочим процессом. Кроме того, все 16 типовых решений теперь поддерживают FileMaker WebDirect в дополнение к макетам для компьютеров и устройств iOS.

### История версий FileMaker
| Дата          | Версия                            | Описание (комментарии) |
| ------------- | --------------------------------- | --- |
| Апрель 1985   | FileMaker v1.0                    | Опубликовано под маркой Forethought Inc. |
| 1986          | FileMaker Plus                    | Опубликовано под маркой Forethought Inc. |
| Июнь 1988     | FileMaker v4                      | Опубликовано под маркой Nashoba Systems |
| Август 1988   | FileMaker II                      | Первая версия под маркой Claris Corporation |
| Октябрь 1990  | FileMaker Pro                     | |
| Октябрь 1992  | FileMaker Pro 2                   | Добавлена версия для Windows |
| Август 1993   | FileMaker Pro 2.1                 | |
| Июль 1994     | FileMaker Pro Server 2            | |
| Декабрь 1995  | FileMaker Pro 3                   | Реляционная архитектура, введена поддержка TCP / IP |
| Январь 1996   | FileMaker Pro Server 3            | |
| Сентябрь 1997 | FileMaker Pro 4                   | В структуру введены плагины |
| Май 1998      | FileMaker Pro 4 Developer Edition | Последняя версия опубликованы Claris Corporation. Предназначена для экспертного/профессионального пользователя FileMaker. |
| Июнь 1999     | FileMaker Pro 4.1v2               | Первая версия, опубликованная FileMaker, Inc. |
| Сентябрь 1999 | FileMaker Pro 5                   | |
| Ноябрь 1999   | FileMaker Server 5                | |
| Апрель 2001   | FileMaker Pro 5.5                 | Встроенная поддержка Mac OS X |
| Сентябрь 2002 | FileMaker Pro 6*                  | Последняя версия с поддержкой Mac OS 9 and 8 |
| Март 2004     | FileMaker Pro 7                   | Введена архитектура из нескольких таблиц / файлов; несколько окон; графическое представление реляционных связей; вычисляемые переменные; улучшенная безопасность индивидуальных аккаунтов и паролей, новый формат файла .fp7; Mac версия требует OS X.                                                                                          |
| Август 2005   | FileMaker Pro 8*                  | Сценарии создание отчетов PDF, переменные в сценариях, табы на формах |
| Январь 2006   | FileMaker Mobile 8                | Линейка ПО FileMaker Mobile была закрыта |
| Июль 2006     | FileMaker Pro 8.5*                | Поддержка Mac OS X Universal Binary, встроенный браузер (Web Viewer), использование имен объектов на форме |
| Июль 2007     | FileMaker Pro/Server 9*           | Встроенная поддержка SQL баз данных MS SQL Server, MySQL и Oracle. Условное форматирование |
| Январь 2009   | FileMaker Pro/Server 10*          | Инспектор объекта; сценарии запуска (триггеры) |
| Март 2010     | FileMaker Pro/Server 11*          | Диаграммы, ссылка на снимок макета, фильтрация порталов, повторяющийся импорт |
| Июль 2010     | FileMaker Go 1.0                  | Приложение FileMaker для iOS (iPad, iPhone, iPod Touch) устройств |
| Сентябрь 2010 | FileMaker Go 1.1                  | Создание PDF, поддержка фото, импорт из FileMaker Pro |
| Апрель 2011   | FileMaker Go 1.2                  | Печать, подпись, графика, создание улучшенного PDF |
| Сентябрь 2011 | FileMaker Pro/Advanced 11.0v4*    | Совместимость с Mac OsX Lion, в полном объёме к октябрю 2011 |
| Апрель 2012   | FileMaker Pro/Advanced 12         | Интегрированные темы (Pro / IOS); плавающие и модальные окна; выполнение SQL запросов; улучшенное поле контейнера; улучшенные графики |
| Апрель 2012   | FileMaker Server 12               | 64 бит, ускоренный WAN, прогрессивная система резервного копирования, переписан движок веб-публикаций |
| Апрель 2012   | FileMaker Go 12                   | Клиент IOS теперь бесплатно. Поддерживает формат .fmp12 файла. |
| Декабрь 2013  | FileMaker Pro/Advanced 13         | Появление WebDirect и HTML5; развитие мобильных приложений; улучшение GUI средств проектирования, темы и стили; более динамичные данные, шифрование в покое (EAR 256bit AES) для защиты данных, новый формат сводного списка, расширенные выражения ExecuteSQL, выполнение скриптов на стороне сервера, 256-битный SSL-соединение клиент-сервер |
| Декабрь 2013  | FileMaker Server 13               | Бесплатный универсальный клиент для айфон и IPAD, поддерживает IOS 6 и 7. Поддержка IOS-сканирования штрих-кодов с камеры. |
| Декабрь 2013  | FileMaker Go 13                   | FileMaker WebDirect, безопасность платформы; новая HTML5 консоль администратора заменяет необходимость использования Java |
| Май 2015      | FileMaker Pro/Advanced 14         | Рабочее пространство разработки сценария, панель кнопок, центр запуска |
| Май 2015      | FileMaker Server 14               | Сервер в режиме ожидания, автоматическое переподключение клиентов FileMaker Pro |
| Май 2015      | FileMaker Go 14                   | Улучшение захвата подписи, интерфейс в стиле iOS8, Видео / аудио контроль, управления с клавиатуры, Rich-редактирование |

```
* (*) Существуют версии FileMaker Pro / FileMaker Pro Advanced или FileMaker Server / FileMaker Server Advanced
```

Файлы FileMaker совместимы между Mac и Windows. Расширения файлов в соответствии с версией:
- .fm начиная с версии FileMaker Pro 2.0
- .fp3 начиная с версии FileMaker Pro 3.0
- .fp5 начиная с версии FileMaker Pro 5.0 (включая 5, 5.5, 6.0)
- .fp7 начиная с версии FileMaker Pro 7.0 (включая 7, 8, 8.5, 9, 10, 11 и FileMaker Go 1.0)
- .fmp12 начиная с версии FileMaker Pro 12 (включая 12, 13, 14)

## Интернациональные и локальные версии
FileMaker 14 доступен во всем мире: английский, упрощенный китайский, голландский, французский, немецкий, итальянский, японский, корейский, португальский (бразильский), испанский и шведский.
Есть также специальные версии FileMaker для пользователей Центральной Европы, России, Индии и Ближнего Востока. Пользовательские версии предлагают проверку орфографии, ввод данных, сортировка и параметры печати для языков соответствующего региона. Они также содержат локализованные шаблоны и локализованный мгновенные веб-публикации.
Центрально-европейская версия FileMaker Pro обеспечивает более полную поддержку русского языка, чем международная версия:
• рабочая среда (пользовательский интерфейс и шаблоны) локализована для русского, чешского, польского и турецкого языков
• отдельные типы сортировки данных для разных языков: болгарский, венгерский, греческий, смешанный греческий, латышский, литовский, польский, румынский, русский, сербский, словацкий, словенский, турецкий, украинский, чешский, хорватский, эстонский
• проверка правописания с использованием средств Hunspell
• средство Web Direct доступно на чешском, польском, турецком и русском.
Версия, предназначенная для Юго-Восточной Азии имеет только английский интерфейс, но поддерживает запись индийских языков данных, сортировку и индексирование на хинди, маратхи, бенгали, панджаби, гуджарати, тамильского, телугу, каннада и малаялам.
Точно так же, версия Среднего Востока имеет только английский и французский пользовательские интерфейсы, но с возможностью изменить направление текста направо-налево для поддержки ввода данных на арабском и иврите.

## Сценарии
FileMaker Pro и FileMaker Pro Advanced включают возможности создания сценариев и различные встроенные функции для автоматизации общих задач и сложных вычислений. Кроме этого, приложения включают в себя многочисленные шаги для навигации, условного исполнения шагов сценария, редактирования записей и других коммунальных услуг. FileMaker Pro Advanced дополнительно предоставляет отладчик сценариев, который позволяет разработчику установить точки останова, контролировать значения данных и пошагово отрабатывать весь сценарий.

## SQL и ODBC поддержка
FileMaker, начиная с версии 9, включает в себя возможность подключения к ряду баз данных SQL, не прибегая к помощи SQL, в том числе MySQL, SQL Server, Oracle. Это требует установки драйвера ODBC базы данных SQL для подключения к базе данных SQL.
Базы данных SQL могут быть использованы в качестве источников данных в структуре базы данных (её графическом представлении) FileMaker, таким образом позволяет разработчикам создавать новые форматы, основанные на базе данных SQL, создавать, редактировать и удалять записи SQL с помощью макетов FileMaker и отдельных функций. Также есть возможность использовать поля базы данных SQL в расчетахFileMaker и шагах сценариев. Это кроссплатформенное приложение реляционной базы данных.
Версии с FileMaker Pro 5.5 года также имеют интерфейс ODBC.Начиная с версии FileMaker 12 введена новая функция, ExecuteSQL, который позволяет пользователю выполнять SQL запрос к базе данных FileMaker для получения данных. Однако такой запрос не может использоваться для изменения или удаления схемы данных.

## Другие продукты FileMaker
- Bento, персональная база данных(органайзер) для Mac и iOS от FileMaker Inc. (Разработка и поддержка Bento была прекращена в 2013 году)

## Сайты о FileMaker
- filemaker.com — официальный сайт FileMaker
- Сайт FileMaker на русском языке
- FileMaker Team — сообщество разработчиков FileMaker в России
- КЛУБ FileMaker.RU — форум русскоязычных пользователей и разработчиков на FileMaker